# Coțofenești-i aranysisak

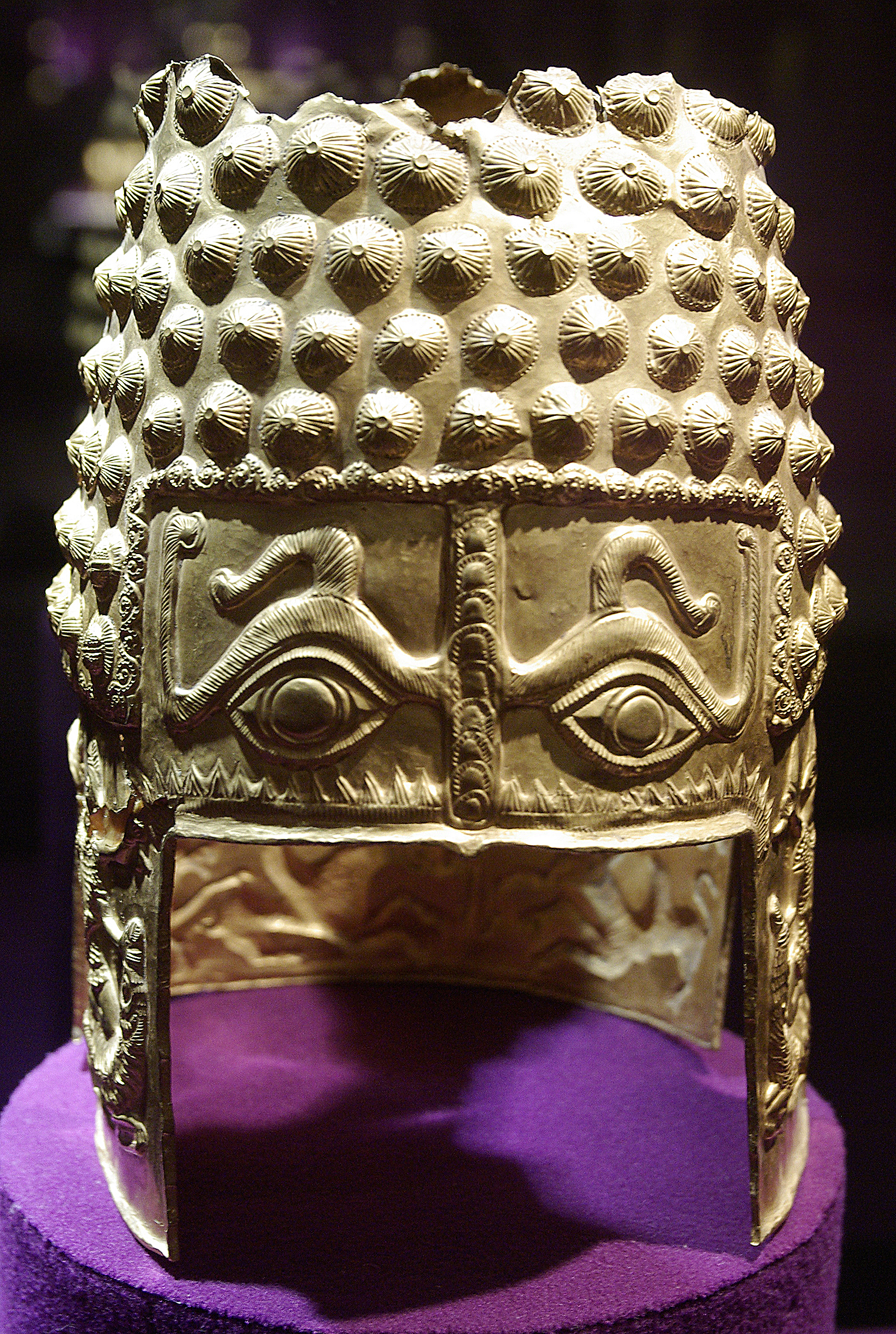
A coțofenești-i aranysisak

A coțofenești-i aranysisak egy eltűnt géta-dák sisak az i. e. 5. század második feléből.

## Története
A sisakot 1929-ben egy Traian Simion nevű gyermek véletlenül fedezte fel a romániai Prahova megyében, Poiana Coțofenești (mai nevén Vărbilău) község területén, a „Vârful Fundăturii” nevű helyen.
Ioan Andrieșescu, a Bukaresti Egyetem őstörténet-professzora alapos vizsgálatot végzett a helyszínen. A régészcsoport megállapította, hogy a sisak nem egy aranykincs vagy sír része, hanem egy helyi géta-dák La Tène településről származik, és a régészek arra a következtetésre jutottak, hogy a sisak egy magányos lelet, mivel a helyszínen csak néhány késő hallstatti kerámiatöredéket találtak. A sisakot a Román Nemzeti Történeti Múzeumban őrizték (inv. 11420).

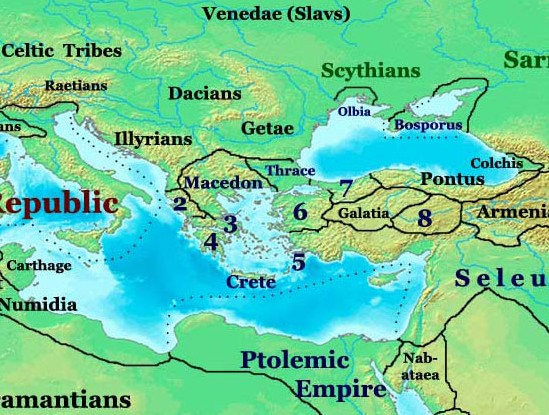
A géták elhelyezkedése a térképen

2025. január 25-én holland tisztviselők bejelentették, hogy a sisakot ellopták az asseni Drents Múzeumból, ahol több nem részletezett lelettel együtt kölcsönben volt.

## A sisak elemzése
A közel egy kilogramm súlyú aranysisak nagyon jó állapotban van, csak a koponyasapkájának egy része hiányzik. A sisak formája és díszítései a géta-dák műalkotás autochton jellegéről árulkodnak. A sisakot a koponya tetején nagyméretű szegecsek és két igen nagy apotropikus szem díszíti, amelyek a gonosz szem és a varázsigék elűzésére szolgálnak.Megállapítások szerint a sisak egy ismeretlen helyi géta-dák királyé vagy egy helyi arisztokrata nemesé lehetett, i. e. 400 körülről.
A sisakot különböző mitikus lények, valamint mindkét arckaréjon egy-egy rituális cselekményt ábrázoló ábra található: az arcképeken látható egy kos, amelyet egy férfi áldoz fel, aki a kos testén térdel, és egy rövid késsel készül elvágni a torkát. A sisak jobb oldalán található ikonográfia nagy érdeklődésre tart számot, melyet a mitrai misztériumokból származó tauroktónia-jelenet fényében értelmeztek. A kos feláldozását a „király-pap-isten” végezhette.

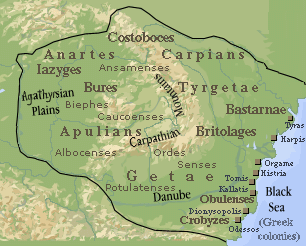

A coțofenești-i sisak nyakpajzsán látható falánk fenevadpár egy alacsonyabb regisztert foglal el egy hasonló, az áldozat lábától megfosztott lénnyel együtt. A „falánk fenevad” motívuma már korábban is megtalálható az asszír művészetben, és népszerű volt az etruszkok körében is. Fönícia volt valószínűleg a közvetítője annak, hogy Itáliában, az Adria és Kis-Ázsia környékén is fellelhető volt.
Az olyan díszítések, mint a rozetták, csíkok, háromszögek, spirálok és mások sajátos géta-dák művészeti motívumok. A kosáldozat jelenete keleti iráni téma, amely bekerült a görög művészetbe, majd onnan a „barbár” művészetbe. Ezért úgy tűnik, hogy a sisakot egy görög műhelyben valósították meg. Ugyanakkor azonban a kivitelezés esetlen technikája, amely ellentétben áll egy görög mester tökéletes technikájával, autochtonra utal.

## Fordítás
Ez a szócikk részben vagy egészben  a   Helmet of Coțofenești című angol Wikipédia-szócikk fordításán alapul.  Az eredeti cikk szerkesztőit annak laptörténete sorolja fel. Ez a jelzés csupán a megfogalmazás eredetét és a szerzői jogokat jelzi, nem szolgál a cikkben szereplő információk forrásmegjelöléseként.